# 夜間外出禁止令
夜間外出禁止令（やかんがいしゅつきんしれい、英語: curfew）とは、一般市民に対して、公権力の行使として例外的な場合を除き夜間の外出を禁止するもの。一般に「夜間」とは17時以降翌日8時までを指す。

## 目的

### 治安維持
治安・軍事上の理由で行われることがあり、古くは唐の首都・長安で実施されていた。これを夜禁といい、夜間に坊外に出た場合、笞 (鞭打ち)二十に処せられることになっていた。
現在でも、中南米の政情不安定な国々では、散発的に夜間外出禁止令が発令され、飛行機の到着が遅れた旅行者が巻き込まれることもある。

### 人種隔離政策
南アフリカ共和国でとられていたアパルトヘイト政策では夜間外出禁止令によってアフリカ人は午後9時以降は自分の居住地域からの外出が認められていなかった。

### 自然災害・公衆衛生

#### 自然災害
1994年のノースリッジ地震の例のように大きな自然災害が起こった際に発出されることもある。

#### 2020年新型コロナウイルス感染症
2020年、新型コロナウイルス感染症のパンデミックに際し、チュニジア、ボリビア、セルビア、米ニュージャージー州、米自治領プエルトリコ、フィリピンの首都マニラで夜間外出禁止令が出された。

## 各国の例

### アメリカ合衆国
アメリカ合衆国では、2015年に警察官に取り押さえられた黒人の少年が頸部を負傷して死亡する事件が発生し、メリーランド州ボルティモアでの抗議行動は暴動にまで発展して、同市には4月28日に夜間外出禁止令が出された。
また、2016年には警察官に黒人の男性が射殺される事件が発生し、ノースカロライナ州シャーロットでの抗議デモのデモ隊が警官隊と衝突して、同市には9月23日に夜間外出禁止令が出された。

### 韓国
大韓民国では、独立前の連合軍軍政期の1945年9月7日、アメリカ軍がソウル市と仁川地域に夜間通行禁止令を出した。その後、1950年6月に朝鮮戦争が勃発した直後の7月8日に全国に拡大された。0時から4時までは医師、助産師以外の民間人の外出が出来なくなるため、ソウルの繁華街では夜11時を過ぎると、帰宅を急ぐサラリーマンによるタクシーの争奪戦が起きた。
夜間通行禁止令（通禁）は36年4ヶ月もの長期間にわたり継続されたが、1964年1月に済州道、65年3月に内陸地域の忠清北道で通禁が解除。66年5月には観光地である慶州や東莱、海雲台、儒城で通禁が解除されている。また、生活品運搬や輸出産業など生産流通に必要な輸送手段に対しては、1966年3月に通禁が解除された他、釈迦誕生日やクリスマス、大晦日も通禁が解除された。
1982年1月5日、当時の韓国大統領である全斗煥が、軍事境界線に接する地域と海岸地域の52郡292邑面を除いて、夜間通行禁止令を解除した。残る地域でも、全面解除されたのは全斗煥政権最末期の1988年1月1日である。

### チリ
チリでは、1973年にピノチェトが軍事クーデターを起こし戒厳令を施行。1990年に退陣するまで夜間外出禁止令も出された。以降、民政に移管されたが2019年10月にチリ暴動が発生すると月末にかけて再び夜間外出禁止令が出された。

### 日本
日本では、地方自治体の青少年保護育成条例により、18歳未満の者に門限の意味を込めた事実上の恒常的な深夜外出規制をかけている。
以下に、『東京都青少年の健全な育成に関する条例』の当該箇所を例示する。